# العلاقات الكويتية الكوبية
العلاقات الكويتية الكوبية هي العلاقات الثنائية التي تجمع بين الكويت وكوبا.

## مقارنة بين البلدين
هذه مقارنة عامة ومرجعية للدولتين:
| وجه المقارنة                                              | الكويت        | كوبا                              |
| --------------------------------------------------------- | ------------- | --------------------------------- |
| المساحة (كم2)                                             | 17.82 ألف     | 109.88 ألف                        |
| عدد السكان (نسمة)                                         | 4.14 مليون    | 11.48 مليون                       |
| الكثافة السكانية (ن./كم²)                                 | 232.32        | 104.48                            |
| العاصمة                                                   | مدينة الكويت  | هافانا                            |
| اللغة الرسمية                                             | اللغة العربية | اللغة الإسبانية                   |
| العملة                                                    | دينار كويتي   | بيزو كوبي، بيزو كوبي قابل للتحويل |
| الناتج المحلي الإجمالي (بليون دولار)                      | 120.13 مليار  | 87.13 مليار                       |
| الناتج المحلي الإجمالي (تعادل القوة الشرائية) بليون دولار | 290.53 مليار  |                                   |
| الناتج المحلي الإجمالي الاسمي للفرد دولار أمريكي          | 29.30 ألف     |                                   |
| الناتج المحلي الإجمالي للفرد دولار أمريكي                 | 73.25 ألف     |                                   |
| مؤشر التنمية البشرية                                      | 0.816         | 0.769                             |
| رمز المكالمات الدولي                                      | +965          | +53                               |
| رمز الإنترنت                                              | .kw           | .cu                               |
| المنطقة الزمنية                                           | ت ع م+03:00   | 00                                |

## منظمات دولية مشتركة
يشترك البلدان في عضوية مجموعة من المنظمات الدولية، منها:
| علم المنظمة | اسم المنظمة                   | تاريخ انضمام الكويت | تاريخ انضمام كوبا |
| ----------- | ----------------------------- | ------------------- | ----------------- |
|             | يونسكو                        | 18 نوفمبر 1960      | 29 أغسطس 1947     |
|             | منظمة حظر الأسلحة الكيميائية  | ?                   | ?                 |
|             | منظمة التجارة العالمية        | ?                   | ?                 |
|             | الاتحاد البريدي العالمي       | ?                   | ?                 |
|             | منظمة الشرطة الجنائية الدولية | ?                   | ?                 |
|             | الأمم المتحدة                 | 14 مايو 1963        | 24 أكتوبر 1945    |
|             | الاتحاد الدولي للاتصالات      | 14 أغسطس 1959       | 16 يناير 1918     |
|             | المنظمة الهيدروغرافية الدولية | ?                   | ?                 |

## وصلات خارجية
- موقع وزارة الخارجية الكويتية
- موقع وزارة الخارجية الكوبية